# Orientierungslauf-Europameisterschaften 2014
Die 10. Orientierungslauf-Europameisterschaften fanden vom 9. bis 16. April 2014 in und in der Gegend um Palmela in Portugal statt. Es waren die achten Europameisterschaften seit der Wiedereinführung des Wettbewerbs im Jahr 2000. Portugal trug erstmals Europa- oder Weltmeisterschaften im Orientierungslauf aus.

## Zeitplan
- 10. April 2014: Qualifikation Mitteldistanz in Meco-Nord
- 11. April 2014: Qualifikation Langdistanz in Meco-Süd
- 12. April 2014: Qualifikation Sprint in Sesimbra-Ost
- 13. April 2014: Finale Sprint in Palmela
- 14. April 2014: Finale Mitteldistanz in Marateca
- 15. April 2014: Finale Langdistanz in Marateca
- 16. April 2014: Staffel in Marateca

## Gebiete
Im Vorfeld der Europameisterschaften wurden Gebiete um Palmela, Setúbal und Águas de Moura (Gemeinde Marateca) sowie um Sesimbra für orientierungsläuferische Aktivitäten gesperrt. Insgesamt gab es für sechs Teile dieser Gebiete bereits Orientierungslaufkarten.

## Herren

### Sprint
| Platz | Land | Athlet                | Zeit      |
| ----- | ---- | --------------------- | --------- |
| 1     | SWE  | Jonas Leandersson     | 14:25 min |
| 2     | SWE  | Jerker Lysell         | 14:34 min |
| 3     | SUI  | Martin Hubmann        | 14:35 min |
| 4     | SUI  | Daniel Hubmann        | 14:37 min |
| 5     | SUI  | Matthias Kyburz       | 14:38 min |
| 6     | GBR  | Kristian Jones        | 14:40 min |
| 7     | SUI  | Florian Howald        | 14:44 min |
| 8     | NOR  | Øystein Kvaal Østerbø | 14:46 min |

Titelverteidiger:  Jonas Leandersson

Qualifikation: 12. April 2014

Ort: Sesimbra-Ost

Finale: 13. April 2014

Ort: Palmela

Länge: 2,8 km

Steigung:

Posten: 22

### Mitteldistanz
| Platz | Land | Athlet            | Zeit      |
| ----- | ---- | ----------------- | --------- |
| 1     | SUI  | Daniel Hubmann    | 32:23 min |
| 2     | SUI  | Fabian Hertner    | 32:41 min |
| 3     | FRA  | Thierry Gueorgiou | 33:04 min |
| 4     | CZE  | Jan Procházka     | 33:32 min |
| 5     | LAT  | Edgars Bertuks    | 33:40 min |
| 6     | UKR  | Oleksandr Kratow  | 33:52 min |
| 7     | EST  | Timo Sild         | 34:02 min |
| 8     | SUI  | Baptiste Rollier  | 34:08 min |

Titelverteidiger:  Olav Lundanes

Qualifikation: 10. April 2014

Ort: Meco-Nord

Finale: 14. April 2014

Ort: Marateca

Länge: 7,9 km

Steigung: 180 Hm

Posten: 22

### Langdistanz
| Platz | Land | Athlet             | Zeit      |
| ----- | ---- | ------------------ | --------- |
| 1     | SUI  | Daniel Hubmann     | 1:30:23 h |
| 2     | NOR  | Olav Lundanes      | 1:30:48 h |
| 3     | SWE  | Fredrik Johansson  | 1:30:50 h |
| 4     | SUI  | Fabian Hertner     | 1:30:56 h |
| 5     | FRA  | Frédéric Tranchand | 1:32:04 h |
| 6     | SWE  | William Lind       | 1:32:59 h |
| 7     | SWE  | Oskar Sjoberg      | 1:33:32 h |
| 8     | FIN  | Jani Lakanen       | 1:33:56 h |

Titelverteidiger:  Olav Lundanes

Qualifikation: 11. April 2014

Ort: Meco-Süd

Finale: 15. April 2014

Ort: Marateca (Karte)

Länge: 20,3 km

Steigung: 480 Hm

Posten: 30

### Staffel
| Platz | Land | Athleten                                           | Zeit      |
| ----- | ---- | -------------------------------------------------- | --------- |
| 1     | SWE  | Jonas Leandersson Fredrik Johansson Gustav Bergman | 1:48:27 h |
| 2     | CZE  | Jan Petržela Vojtech Kraal Jan Procházka           | 1:48:31 h |
| 3     | FRA  | Frédéric Tranchand Lucas Basset Thierry Gueorgiou  | 1:49:39 h |
| 4     | SUI  | Baptiste Rollier Andreas Kyburz Martin Hubmann     | 1:49:49 h |
| 5     | GBR  | Graham Gristwood Ralph Street Scott Fraser         | 1:50:40 h |
| 6     | FIN  | Pasi Ikonen Tero Föhr Mårten Boström               | 1:50:45 h |
| 7     | LAT  | Janis Kums Artur Paulins Edgars Bertuks            | 1:51:03 h |
| 8     | DEN  | Søren Bobach Søren Schwartz Sørensen Tue Lassen    | 1:51:47 h |

Titelverteidiger:  Martin Hubmann, Matthias Müller, Matthias Kyburz

16. April 2014

Ort: Marateca

## Damen

### Sprint
| Platz | Land | Athletin         | Zeit      |
| ----- | ---- | ---------------- | --------- |
| 1     | SUI  | Judith Wyder     | 15:29 min |
| 2     | UKR  | Nadija Wolynska  | 15:31 min |
| 3     | SUI  | Julia Gross      | 15:46 min |
| 4     | DEN  | Emma Klingenberg | 15:47 min |
| 5     | SUI  | Rahel Friedrich  | 15:57 min |
| 6     | DEN  | Maja Alm         | 15:59 min |
| 7     | SUI  | Sabine Hauswirth | 16:03 min |
| 8     | SUI  | Ines Brodmann    | 16:12 min |

Titelverteidigerin:  Simone Niggli

Qualifikation: 12. April 2014

Ort: Sesimbra-Ost

Finale: 13. April 2014

Ort: Palmela

Länge: 2,3 km

Steigung:

Posten: 19

### Mitteldistanz
| Platz | Land | Athletin           | Zeit      |
| ----- | ---- | ------------------ | --------- |
| 1     | DEN  | Signe Søes         | 30:45 min |
| 2     | DEN  | Maja Alm           | 31:02 min |
| 3     | SWE  | Tove Alexandersson | 31:03 min |
| 4     | SWE  | Lena Eliasson      | 32:01 min |
| 5     | SWE  | Maria Magnusson    | 32:41 min |
| 6     | UKR  | Nadija Wolynska    | 32:48 min |
| 7     | SUI  | Sabine Hauswirth   | 32:53 min |
| 8     | DEN  | Ida Bobach         | 33:17 min |

Titelverteidigerin:  Simone Niggli

Qualifikation: 10. April 2014

Ort: Meco-Nord

Finale: 14. April 2014

Ort: Marateca

Länge: 6,4 km

Steigung: 140 Hm

Posten: 17

### Langdistanz
| Platz | Land | Athletin              | Zeit      |
| ----- | ---- | --------------------- | --------- |
| 1     | SUI  | Judith Wyder          | 1:10:19 h |
| 2     | RUS  | Swetlana Mironowa     | 1:11:44 h |
| 3     | GBR  | Catherine Taylor      | 1:12:44 h |
| 4     | RUS  | Anastassija Tichonowa | 1:13:03 h |
| 5     | RUS  | Galina Winogradowa    | 1:13:27 h |
| 6     | DEN  | Signe Søes            | 1:13:30 h |
| 7     | SUI  | Sarina Jenzer         | 1:14:15 h |
| 8     | CZE  | Eva Jureniková        | 1:15:06 h |

Titelverteidigerin:  Simone Niggli

Qualifikation: 11. April 2014

Ort: Meco-Süd

Finale: 15. April 2014

Ort: Marateca (Karte)

Länge: 13,3 km

Steigung: 360 Hm

Posten: 23

### Staffel
| Platz | Land | Athletinnen                                     | Zeit      |
| ----- | ---- | ----------------------------------------------- | --------- |
| 1     | SUI  | Julia Gross Sabine Hauswirth Judith Wyder       | 1:33:00 h |
| 2     | SWE  | Lilian Forsgren Karolin Olsson Alva Olsson      | 1:34:40 h |
| 3     | RUS  | Julia Nowikowa Irina Nyberg Natalja Winogradowa | 1:34:52 h |
| 4     | DEN  | Signe Søes Ida Bobach Maja Alm                  | 1:35:11 h |
| 5     | EST  | Liis Johanson Annika Rihma Evely Kaasiku        | 1:36:53 h |
| 6     | NOR  | Heidi Bagstevold Kamilla Olaussen Mari Fasting  | 1:37:34 h |
| 7     | FIN  | Sofia Haajanen Marika Teini Venla Niemi         | 1:38:33 h |
| 8     | FRA  | Céline Dodin Isia Basset Amélie Chataing        | 1:40:00 h |

Titelverteidigerinnen:  Natalja Efimowa, Swetlana Mironowa, Tatjana Rjabkina
 
16. April 2014

Ort: Marateca

## Medaillenspiegel
| Platz | Land                   | Gold | Silber | Bronze | Gesamt |
| ----- | ---------------------- | ---- | ------ | ------ | ------ |
| 1     | Schweiz                | 5    | 1      | 2      | 8      |
| 2     | Schweden               | 2    | 2      | 2      | 6      |
| 3     | Dänemark               | 1    | 1      | –      | 2      |
| 4     | Russland               | –    | 1      | 1      | 2      |
| 5     | Norwegen               | –    | 1      | –      | 1      |
| 5     | Tschechien             | –    | 1      | –      | 1      |
| 5     | Ukraine                | –    | 1      | –      | 1      |
| 8     | Frankreich             | –    | –      | 2      | 2      |
| 9     | Vereinigtes Königreich | –    | –      | 1      | 1      |